# Sean Matsuda
Sean Matsuda (ショーン・マツダ, Shoon Matsuda) es un personaje ficticio utilizado en la serie de videojuegos Street Fighter III. Es interpretado por Isshin Chiba. Él es el hermano menor de Laura Matsuda de Street Fighter V.

## Historia del personaje
Sean nació en Brasil, específicamente en Santos, São Paulo, y proviene de una familia de raíces mixtas: por parte de su abuelo japonés, Kinjiro Matsuda, heredó el legado del Matsuda Jiu-Jitsu; mientras que por parte de sus tíos, de la familia da Silva, tiene vínculos con la capoeira. Su hermana Laura se mantuvo fiel al Matsuda Jiu-Jitsu. Los eventos a través de los cuales Sean se convirtió en el discípulo de Ken, no están del todo claros, pero se sabe que la razón principal por la cual Sean entró al tercer torneo World Warrior para probarle a Ken que se había convertido en un mucho mejor estudiante lo que había sido en el año anterior, durante el cual había entrenado bajo la tutela de Ken. Aunque era hábil en su estilo de pelea, Sean carecía de la disciplina y experiencia para avanzar significativamente como un peleador en el torneo norteamericano de artes marciales, siendo eliminado en la fase preliminar. A pesar de esto, mantuvo sus sueños de algún día ganar un torneo por su propia cuenta, incluso cuando Ken le ofreció su trofeo del campeonato norteamericano de artes marciales él lo rechazó afirmando que quería ganarlo por él mismo.
No obstante su derrota en el torneo, Sean continúa entrenando con Ken y es posible que también entrene al lado del hijo de Ken, Mel. Es probable que Sean este familiarizado con el hijo de Ken así como con su esposa, Eliza, pudiendo estar hospedado en la casa de su maestro para entrenar. Considerando la riqueza de la familia de Ken, esto no es improbable.
En Street Fighter III New Generation el escenario de Sean es en New York, mientras que en Street Fighter III: Second Impact Giant Attack y en Street Fighter III: Third Strike su escenario es en Brasil.
Como dato curioso, Sean hace un pequeño cameo en el videojuego Marvel vs Capcom.
Se dice por ahí que el aparece cuando era niño en el escenario de Blanka en Street Fighter II.

## Datos Adicionales
- Gusta, Jugar baloncesto y comer goma de mascar.
- Odia, Perder y ser comparado con Dan.